# Asahi Uenaka
Asahi Uenaka (植中 朝日 Uenaka Asahi?), född 1 november 2001 i Fukuoka prefektur, är en japansk fotbollsspelare.
Uenaka började sin karriär 2020 i V-Varen Nagasaki.